# Гігієнічна помада
Гігієнічна помада — косметичний засіб, один з різновидів губної помади. Може використовуватися жінками, чоловіками, дітьми, а також може бути застосований для домашній тварин. Гігієнічна помада призначена для захисту ніжної шкіри губ від несприятливого впливу довкілля — холодного і брудного повітря, обвітрювання, шкідливого впливу ультрафіолетових променів. Має властивість регенерувати шар епідермісу і оберігає губи від вірусних інфекцій. Гігієнічні губні помади добре лягають на губи, додаючи їм природний блиск, також вони можуть мати різні аромати (або ж взагалі не мати), зазвичай вони не містять жодних барвників і є прозорі (або мають слабко виражені відтінки). Основним компонентом практично всіх гігієнічних помад є бджолиний, або карнаубський воски.

## Призначення
У шкірі губ відсутні потові залози, сальних залоз дуже мало, від цього губи майже завжди сухі, і їх вологість забезпечується лише слиною. Якщо губи часто пересихають і тріскаються, гігієнічна помада має допомогти позбутися дискомфорту і неприємних відчуттів. Компоненти, з яких виробляють гігієнічну помаду, забезпечують зволоження, живлення і захист губ від шкідливого впливу довкілля. Основне їх завдання — утворення на губах захисної плівки, яка перешкоджає втраті вологи, сприяє зволоженню губ і їх живленню. Додавання різних натуральних компонентів здатне поліпшити якість і властивості гігієнічної помади.